# 3522 Becker
3522 Becker è un asteroide della fascia principale del diametro medio di circa 33,3 km.
Scoperto nel 1941, presenta un'orbita caratterizzata da un semiasse maggiore pari a 3,1693530 UA e da un'eccentricità di 0,2922380, inclinata di 8,36792° rispetto all'eclittica.